# Front d'Alliberament de Nans de Jardí

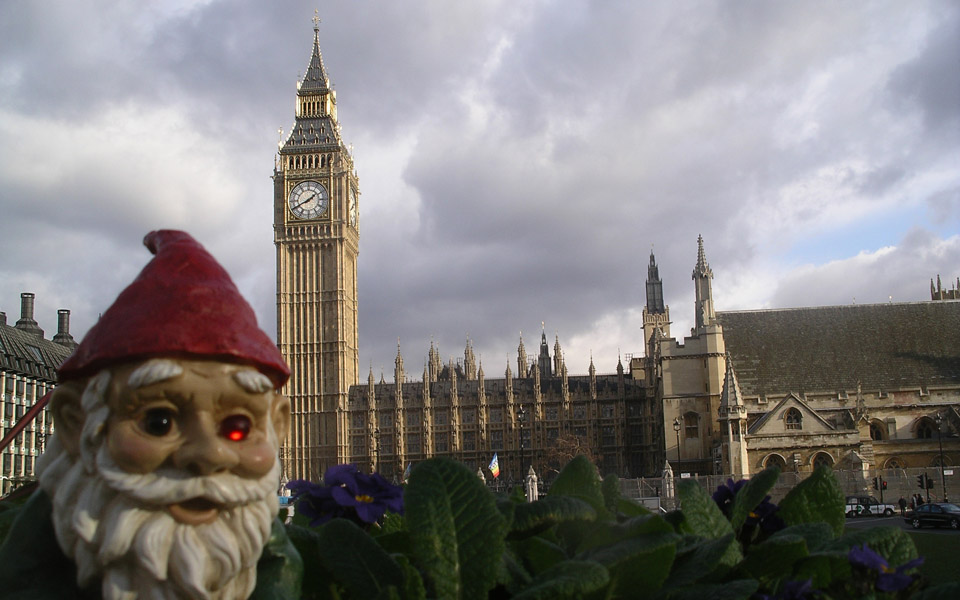
Imatge d'un nan de jardí alliberat al Big Ben a Londres

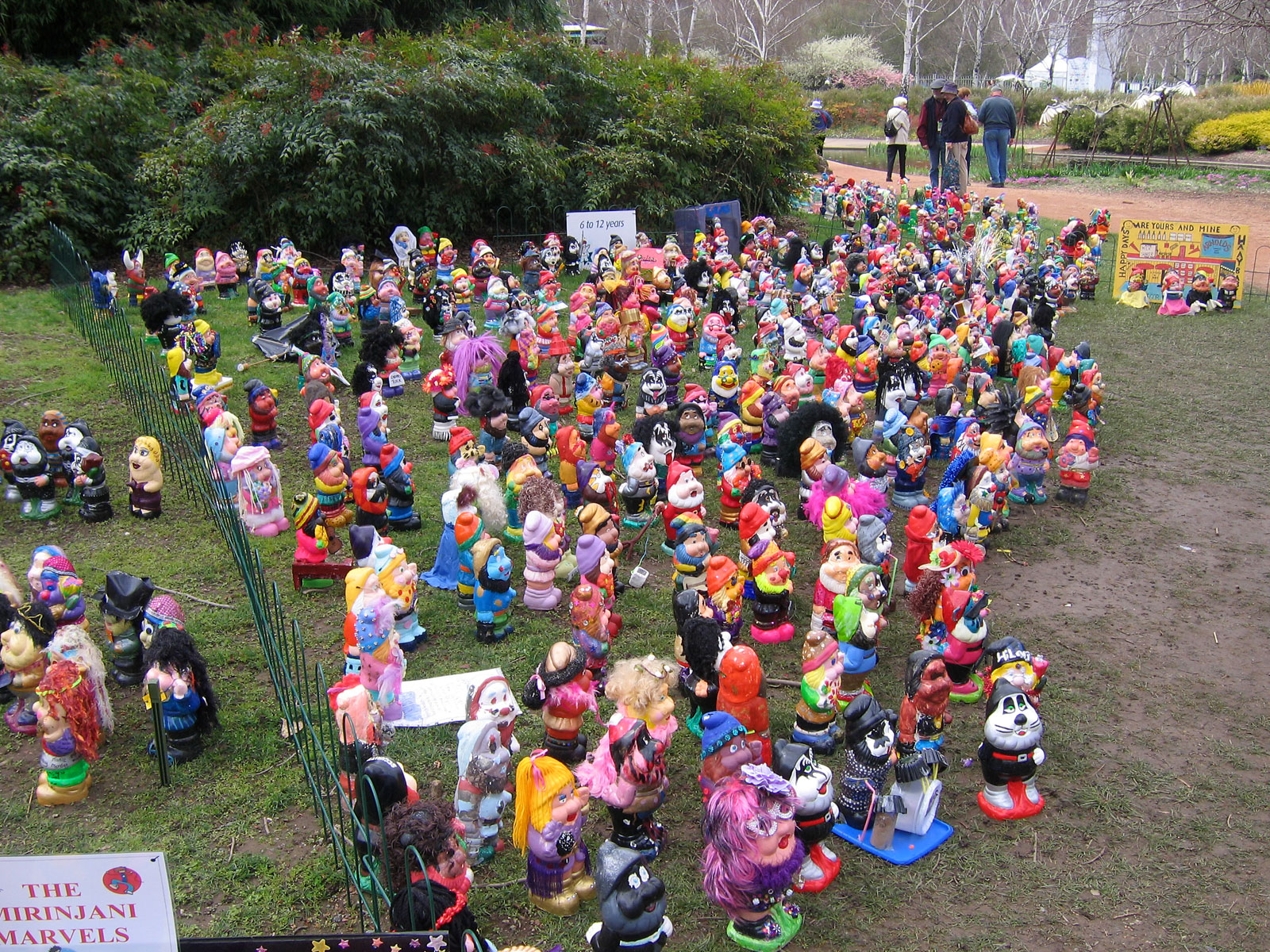
Nans de jardí aplegats a Floriade, Canberra

El Front d'Alliberament de Nans de Jardí, FLNJ, és una organització sense ànim de lucre que defensa la llibertat dels gnoms de jardí, petits personatges barbuts decoratius de ceràmica, transportant-los dels llocs on es troben tancats, sovint patis i jardins particulars, a altres llocs on consideren que són lliures, com per exemple boscos. És a dir que roben les figuretes per a canviar-les de lloc. El fenomen va rebre una certa cobertura dels mitjans de comunicació durant la dècada dels 90 del segle xx.
El FLNJ es va donar a conèixer a França l'any 1997. En un any van robar més de 150 nans de jardí, afirmant els drets dels gnoms de ceràmica. El líder del grup va ésser condemnat pel robatori de més de 150 nans de jardí. L'any 1998, es va produir un "suïcidi en massa" de nans de jardí que va ésser atribuït al Front d'Alliberament de Nans de Jardí. A la localitat francesa de Briey es van trobar 11 gnoms de jardí penjats pel coll d'un pont. En un paper s'hi podia llegir: "Quan llegiu aquestes poques paraules ja no serem part del vostre món egoista, on servim merament de decoració". L'any 2006, el Front va aconseguir un altre cop l'atenció dels mitjans de comunicació quan 80 gnoms van ésser robats a la regió de Limoges (França).
Una branca italiana del moviment, el MALAG (Movimento Autonomo per la Liberazione delle Anime da Giardino) té per objectiu l'establiment d'un santuari de gnoms europeus a la vila de Barga.